# Muctahuitz
Muctahuitz es una localidad del municipio de Larráinzar ubicado en la región de Los Altos del estado mexicano de Chiapas.

## Geografía
La localidad de Muctahuitz se sitúa en las coordenadas geográficas 16°52′05″N 92°45′15″O / 16.868056, -92.754167, a una elevación de 2,085 metros sobre el nivel del mar.

## Demografía
Según el Censo de Población y Vivienda 2020, efectuado por el Instituto Nacional de Estadística y Geografía, la localidad de Muctahuitz tiene 808 habitantes, de los cuales 380 son del sexo masculino y 428 del sexo femenino. Su tasa de fecundidad es de 3.22 hijos por mujer y tiene 162 viviendas particulares habitadas.
| Gráfica de evolución demográfica de Muctahuitz entre 1910 y 2020 |
|                                                                  |
| INEGI.                                                           |